# コールラビ

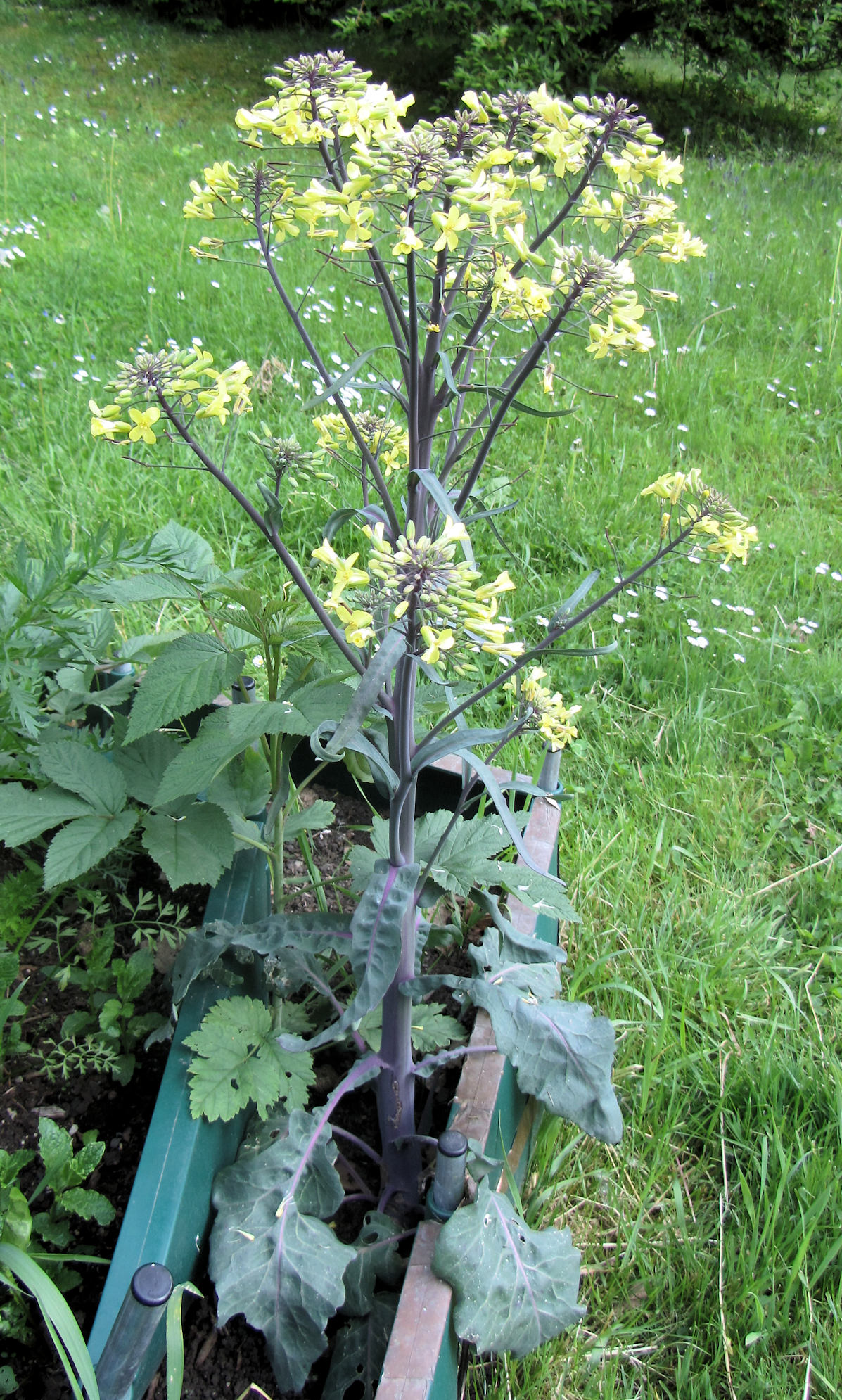
花

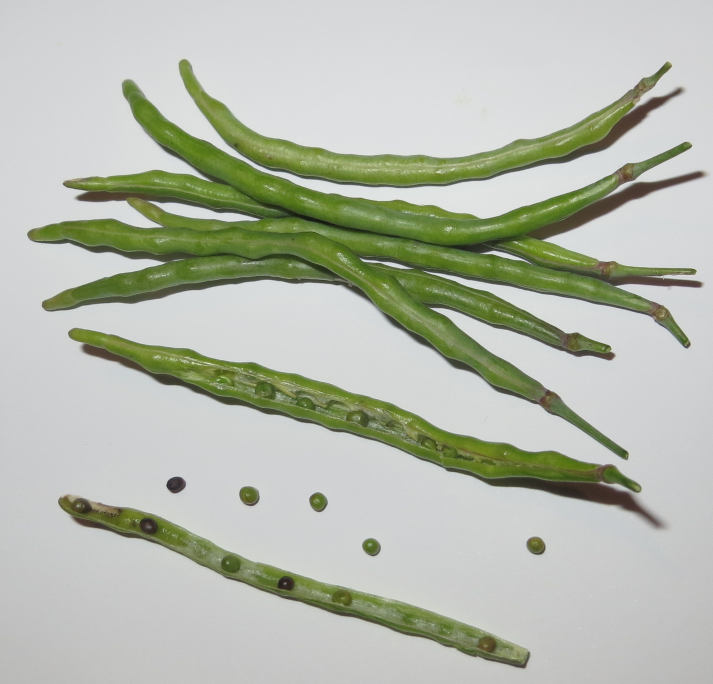
種子

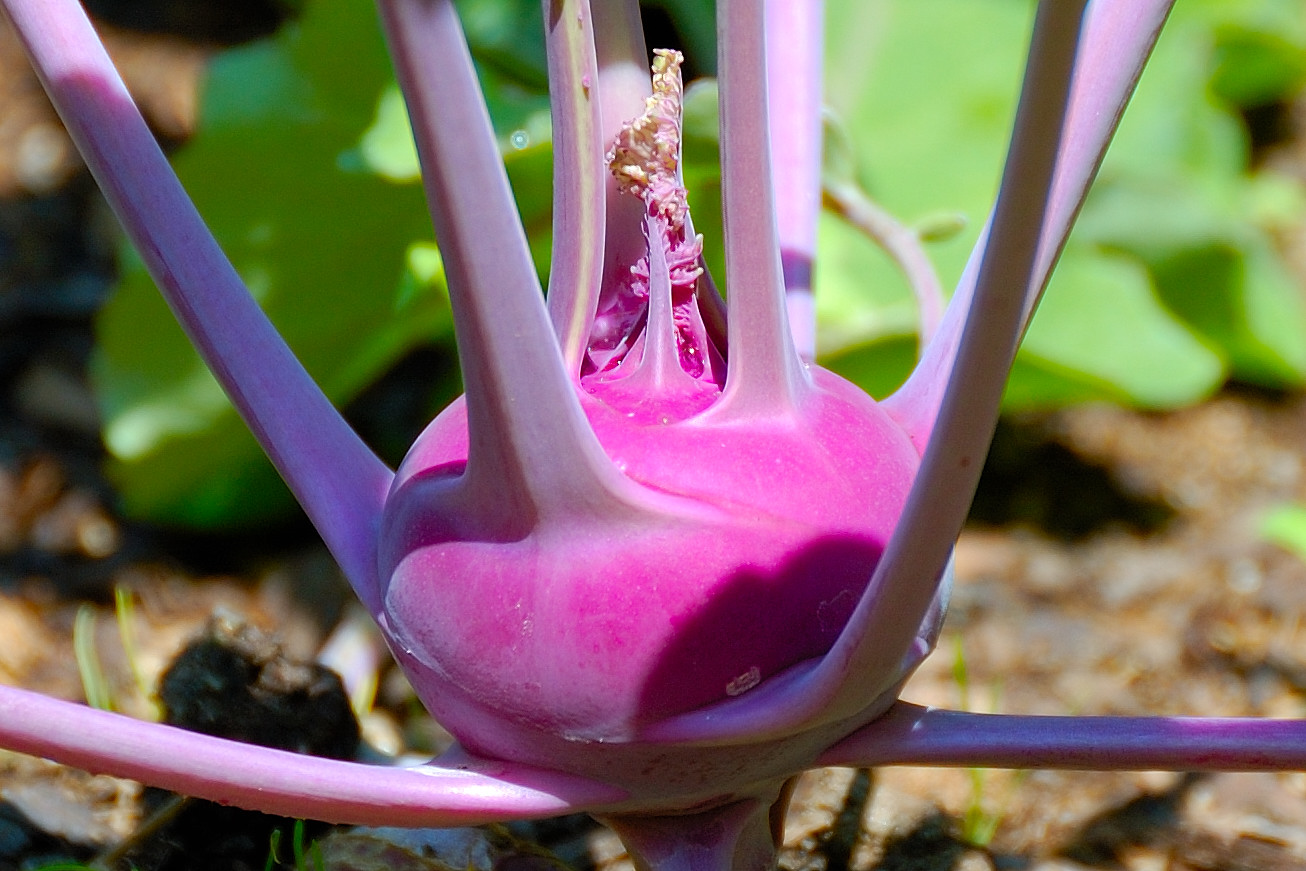
赤紫色のコールラビ

コールラビ（毬茎甘藍、独: Kohlrabi、学名: Brassica oleracea var. gongylodes）はアブラナ科の越年草。原産地は地中海北部。球状に肥大した茎部を、皮をむいて食用とする野菜である。茎は緑色系と紫色系があり、キャベツやブロッコリーの茎に似た味で、サラダやピクルスなどにする。語源はドイツ語で、キャベツを指すkohlとカブを指すrabiより。キュウケイカンラン（球茎甘藍）やオランダナ、Kohlrabiの直訳であるカブカンラン（蕪甘藍）、カブタマナ（蕪玉菜）、カブラハボタンといった別名がある（甘藍、玉菜＝キャベツ）。

## 歴史
原産地は地中海北部沿岸とされる。祖先植物はキャベツと同様に、ケールに似た不結球性の植物で、マローステムケールから改良されたものと考えられている。ブライニーによって、古代ギリシアのコリントのカブとして記述された野菜がコールラビではないかと考えられているが、その詳細についてはよくわかっていない。中世の1558年にギリシアからイタリアとドイツに導入され、1683年にイギリス、1806年ごろにアメリカにあったという最初の記録がある。ドイツやインドでは広く普及したが、イギリスでは家畜の飼料用としての栽培がほとんどであった。1850年ごろになると家庭菜園でも栽培されるようになったが、霜や乾燥に強いことから茎葉を食べるようになったという。

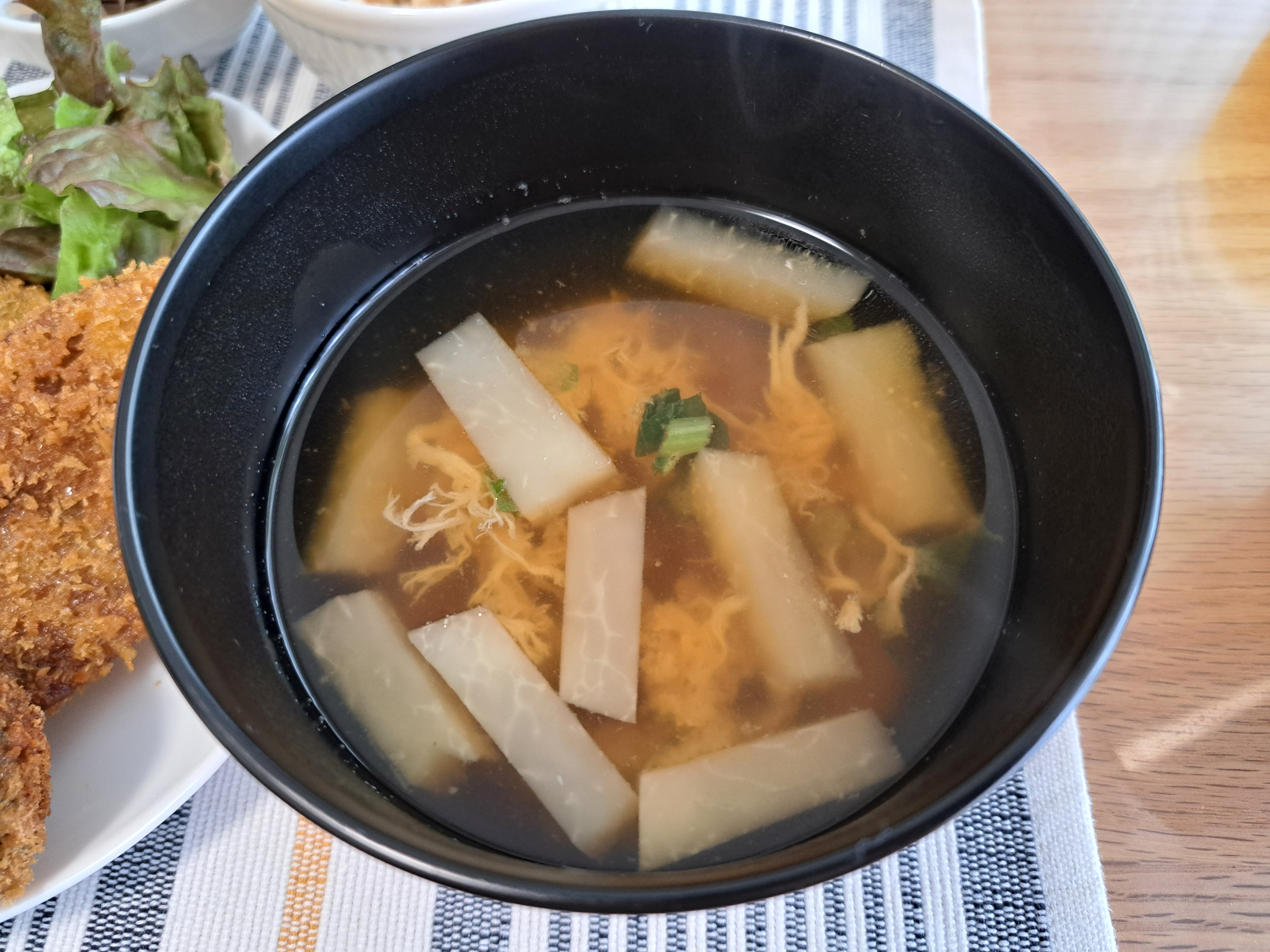
コールラビのみそ汁

中国では古くから栽培が行われ、華北から華南まで栽培されるようになったが、特に中国北方の寒冷地で重要な野菜の一つとなった。日本へは明治初期に導入され、カブカンラン、キュウケイカンラン、カブラタマナなどの名で呼ばれた。しかし当時あまり普及することはなく、近年になって中国野菜として再導入されて、一般に知られるようになった。

## 形態・生態
キャベツの近縁にあたる野菜で、草丈はキャベツよりもやや低い。地際の茎が、カブのように径5 - 10センチメートル (cm) 程度の偏球形に肥大する。これを球茎とよび、表面は蝋物質が多く、緑色種と赤色種がある。葉は球茎の上部や側部から直接まばらに生え、葉身は小型の卵形で薄く、葉柄が長い。球茎の下部に直根と多数のひげ根が生えている。
花期はふつう4月で、乳黄色の花を咲かせる。莢は5 - 8 cmで短く、太いくちばしがある。種子は黒褐色の球形で、キャベツに似ている。
抽苔（トウ立ち）は、ハクサイのように播種から成熟のどの段階でも、低温に感応して花芽を分化させる種子春化型植物と言われている。気温14.5度以上では抽苔は起こらず、8.5 - 11.8度が最も感応しやすい低温で、5度以下では花芽分化は起こるものの、花芽分化した後の抽苔が遅れる。

## 品種
原種は、キャベツやケール、カリフラワーなどと同一とされるヤセイカンラン（B. oleracea）で、ヨーッパ西部から南部の海岸地帯に自生する。茎の肥大性に着目した人為的な選抜により作られた。品種は、熟度から早生種から晩生種、皮の色から緑色種と紫色種（赤色種）に分けられる。
早生種は播種から60 - 90日で収穫でき、珠と葉片が小さく、葉数も少ないのが特徴で、主に春夏期に栽培される。晩生種は播種から収穫まで120日以上かかり、珠と葉が大きく葉数が多いのが特徴で、秋季栽培が多い。中生種は、早生種と晩生種の中間的特徴をもつ。
緑色種はグリーンコールラビとよばれ、代表種にホワイトビエンナがある。日本への輸入先は、主に欧米や中国産が多い。紫色種（赤色種）はパープルコールラビともよばれる。
品種名としては下記に列挙した種などがあり、品種によっては家畜飼料用に栽培される。
- ホワイトビエンナ（White Vienna）
- パープルビエンナ（Purple Vienna）
- グランドデューク（Grand Duke） - 一代雑種 (F1) の早生で、球茎は扁円で淡緑色。播種後45 - 90日で、直径5 cmぐらいのものを収穫する。肉質はやわらかい。[9]
- ギガント（Gigante、"Superschmelz"）
- ウインナー（Winner） - アーリーホワイトビエンナから改良された一代雑種。早生で、球茎は扁円で淡緑色の大球。皮が薄く、肉質はやわらかい。[9]
- プリマ（Prima） - 一代雑種の極早生で、球茎は扁円で淡緑色。播種後50日ほどで収穫でき、促成栽培に向く。[9]
- パープルバード（Purple Bird） - 一代雑種の早生で、球茎は正円形で紫紅色。繊維が少なくスが入るのは遅い。[9]
- サンバード（Sun Bird） - 一代雑種の早生で、球茎は扁円で淡緑色、繊維が少ない。トウ立ちが遅く、春蒔きと秋蒔きのどちらでも栽培できる。[9]
- デリカテッス（Delikatess） - ドイツ種の早生で、球茎は白色か紫色[9]。
- アーリーパープルビエンナ（Early Purple Vienna） - アメリカ種の早生で、葉と球茎ともに紫色で肉は白色。耐寒性に優れる。[9]
- アーリーホワイトビエンナ（Early White Vienna） - アメリカ種の早生で、球茎は帯緑白色、肉は乳白色でやわらかい。日本で最も多く栽培されており、播種後2 - 3か月で収穫できる。[9]
- ホワイトゴリアート（White Goliath） - ドイツ種の晩生で、球茎は9 cm大の淡緑色または乳白色、肉は白色で非常にやわらかい。冬期間長く貯蔵できる。[9]
- ウィーネルグラス（Wiener Glas） - ドイツ種の早生で、球茎は白色または紫色。[9]

## 栽培
種まきから収穫まで約2か月かかり、栽培は容易で、家庭菜園やコンテナでも育てやすい。作型は、ふつう春まきで初夏に収穫する3 - 7月を栽培期間とする方法と、秋まきで冬に収穫する8 - 2月を栽培期間とする方法がある。キャベツと同様に冷涼な気候を好み、栽培適温は15 - 25度とされる。高温や乾燥を嫌う作物であるが、耐寒性や耐暑性はキャベツよりもはるかに強い。土壌は有機質に富み、排水が良く、適度に保水力がある土地が栽培に適する。ただし連作障害があり、キャベツやブロッコリー、ナバナなどアブラナ科作物を1 - 2年作っていない土地で栽培するようにする。栽培方法は主に2通りあって、苗を作って畑に定植する移植栽培と、畑に直接播種して育てる直接栽培があり、直接栽培のほうが一般に行われている。ビニルハウスのよる施設栽培も可能であるが、低温によるトウ立ちの問題が起こるため、保温管理が必要になる。
移植栽培では、苗床に種を条播き（筋まき）して、本葉が2枚になったときに、約12 cm間隔で仮植えする。低温期の育苗はトウ立ちの問題があるため、温度が14度以下にならないように保温する。また高温期の育苗は風通しの良いところで行い、寒冷紗などで遮光する。定植は本葉が4 - 5枚ほどになったときに行い、畑に畝を作り、条間50 cm程度、株間20 - 30 cm程度になるように植える。腐葉土を入れた育苗ポットに種を2、3粒まいて、本葉が出てから1本建ちにして、定植まで育ててもよい。
直播栽培では、畑に畝を作ってから種を点播きで1か所4 - 5粒ほどまいて、2 - 3回間引きして、最後に株間15 - 20 cmごと1か所1本になるように育てる。株を大きく育てるため生長期は肥料を与えて、軽く耕しながら土寄せし、水切れを起こさないように水やりをする。
株の根元の球が直径5 - 7 cmごろのまだやわらかい時期が収穫適期である。外皮が灰緑色になるまで収穫時期を逸すると肉質がかたくなり、スガ入り割れて味も低下するため、遅れないように球茎の根元を切って収穫を行う。冷涼な条件下で育て、水分や肥料を充分に与えて成長肥大を促すと、良質な収穫物が得やすい。コールラビは育ちすぎると味が落ちるため、早めの収穫がよい。
病虫害に、根こぶ病、萎黄病、ウイルス病など、キャベツ同様の病気にかかる問題がある。連作を行うと、センチュウ土壌汚染に起因する土壌病害が発生する。
日本における消費は珍しい段階であり、集団産地が発達するまでには至っておらず、日本国内での生産量は少ない。

## 食用
食用にするのはカブのように独特の形状に肥大した茎で、薄緑色と紅紫色の種類がある。野菜としての主な旬は、5 - 6月または11 - 12月とされ、肥大茎にひびや傷がなく、張りツヤがあるものが良品とされる。カブとキャベツを合わせたようなクセのない淡泊な風味で、歯ごたえがあって生でも食べられるが、加熱するとほのかにカブのような甘味が増す。一般に直径5 - 7センチメートル (cm) 程度が収穫の適期で、大きくなりすぎるものはかたくなってしまうが、"Gigante"という品種では10 cm以上の大きさでもよい食感を保つ。
肥大した茎の皮はかたいため、厚めに剥いて白くやわらかい中身を食べる。生を薄切りにして、サラダとしてマヨネーズやドレッシングをかけて食べたり、酢漬けや塩漬けなどにする。加熱するとやわらかくなり、肉やベーコンと合わせてシチューやコンソメなどの煮込み料理や炒め物に使われる。日本料理では、カブと同様に使われる。

### 栄養素
栄養価はキャベツに似るが、カブやダイコンよりもビタミンCが多く、茹でても低下しにくいのが特徴である。可食部100グラム (g) あたりの熱量は21キロカロリー (kcal) ほどで、ビタミンB1・B2、食物繊維、カリウムなどを豊富に含む。ビタミンCは、カブの3 - 4倍も含有する。ただし、キャベツにカルシウムが多いのに対しコールラビにはカリウムが多い。またビタミンKやカロテンは少ない。